# Kirgizië op de Olympische Winterspelen 2002
Tijdens de Olympische Winterspelen van 2002, die in Salt Lake City (Verenigde Staten) werden gehouden, nam Kirgizië voor de derde keer deel.

## Deelnemers en resultaten
(m) = mannen, (v) = vrouwen 

### Biatlon
| Olympiër            | Discipline       | Resultaat | Prestatie                                   |
| ------------------- | ---------------- | --------- | ------------------------------------------- |
| Aleksandr Tropnikov | 10 km sprint (m) | 77e       | 29.30,2 (+4.38,9) pen.: 2 (1 + 1)           |
| Aleksandr Tropnikov | 20 km (m)        | 73e       | 1:00.05,3 (+9.02,0) pen.: 2 (0 + 1 + 1 + 0) |

### Schansspringen
| Olympiër        | Discipline              | Resultaat | Prestatie                                                               |
| --------------- | ----------------------- | --------- | ----------------------------------------------------------------------- |
| Dmitri Tsjvykov | normale schans ind. (m) | 41e       | 101,5 p. — 101,5 p. (85,0 m) + dnq kwalificatie 27e — 86,5 p. (104,0 m) |
| Dmitri Tsjvykov | grote schans ind. (m)   | 39e       | 98,4 p. — 98,4 p. (113,0 m) + dnq kwalificatie 30e — 107,5 p. (88,5 m)  |

Amerikaanse Maagdeneilanden · Andorra · Argentinië · Armenië · Australië · Azerbeidzjan · België · Bermuda · Bosnië en Herzegovina · Brazilië · Bulgarije · Canada · Chili · China · Chinees Taipei · Costa Rica · Cyprus · Denemarken · Duitsland · Estland · Fiji · Finland · Frankrijk · Georgië · Griekenland · Groot-Brittannië · Hongarije · Hongkong · Ierland · IJsland · India · Iran · Israël · Italië · Jamaica · Japan · Joegoslavië · Kameroen · Kazachstan · Kenia · Kirgizië · Kroatië · Letland · Libanon · Liechtenstein · Litouwen · Macedonië · Mexico · Moldavië · Monaco · Mongolië · Nederland · Nepal · Nieuw-Zeeland · Noorwegen · Oekraïne · Oezbekistan · Oostenrijk · Polen · Roemenië · Rusland · San Marino · Slovenië · Slowakije · Spanje · Tadzjikistan · Thailand · Trinidad en Tobago · Tsjechië · Turkije · Venezuela · Verenigde Staten · Wit-Rusland · Zuid-Afrika · Zuid-Korea · Zweden · Zwitserland

Uitgesloten van deelname: Puerto Rico